# Le Siècle nouveau
Le Siècle nouveau, "Revue mensuelle", périodique français publiée par l'Office de propagande nationale (Paris, octobre 1937 - octobre 1938) fondé et dirigé par Henry Coston. Il s'agissait d'une revue nationaliste, antisémite et antimaçonnique.

## Historique
Cette revue remplace La Libre Parole. Revue mensuelle de Coston jusqu'à la réapparition de Le Porc-épic.